# NS-2004
El NS-2004 (Neumático Santiago 2004) es el quinto modelo de tren del Metro de Santiago. Fue diseñado y construido por Alstom en Brasil, siendo el cuarto tren de rodadura neumática del ferrocarril metropolitano. En total son 11 trenes (3 formados de 7 coches y 8 formados de 8 coches) y circulan por la Línea 2 del Metro de Santiago, aunque antes circularon en la Línea 1 del Metro de Santiago. Está basado en el AS-2002, aunque su configuración motriz es similar a la del NS-93.

## Historia
Este tren se remonta hacia los orígenes del plan Transantiago. En dicho período el Metro de Santiago enfrentaba un aumento considerable de pasajeros en sus 3 líneas operativas (año 2004). En dicha fecha decide encargar la construcción de nuevos trenes para reforzar su servicio, considerando las futuras extensiones a las líneas existentes.
Esto fue materializado por la empresa Alstom en su planta de Brasil. Para ello se fabricaron 85 nuevos coches, equivalentes a 11 trenes de similares características a los AS-2002.
Estos trenes fueron ingresados a la flota de metro a contar del año 2007 como refuerzo en Línea 1. En aquella época eran los trenes más largos en la mencionada línea.
A contar del año 2012 son trasladados hacia la Línea 2 en donde se mantienen hasta la actualidad. Asimismo se les instalaron las señalética led para indicar las rutas del servicio expreso.

## Datos técnicos
- Ancho de vía ruedas de seguridad: 1435 mm.
- Voltaje utilizado por el tren: 750 VCC. Alimentación mediante barra guía.
- Sistema de tracción: Motores Asíncronos de corriente alterna protegidos electrónicamente contra descargas y variaciones.
- Sistema de Ventilación: Renovación de aire.
- Fabricante: Alstom Brasil
- Procedencia: Brasil
- Año de construcción: 2006 (N2085) al 2007 (N2095)
- Series Motrices: S0169 al S0190. En este modelo de tren los coches con cabina de conductor S son remolques.
- Interiores: Asientos color azul y acabados interiores en blanco crema.
- Pintura de la carrocería: Franjas color celeste y azul.
- Monocoup: Campana eléctrica.
- Largo del coche S: 17,18 m.
- Largo del coche N y NP: 16,18 m.
- Formaciones posibles:
  - 7 coches S-N-NP-N-N-N-S (115,26 m).
  - 8 coches S-N-N-NP-N-N-N-S (131,44 m).

En donde:
- S: Coche remolque con cabina de conductor.
- N: Coche motor.
- NP: Coche motor con equipo de pilotaje automático.

## Galería

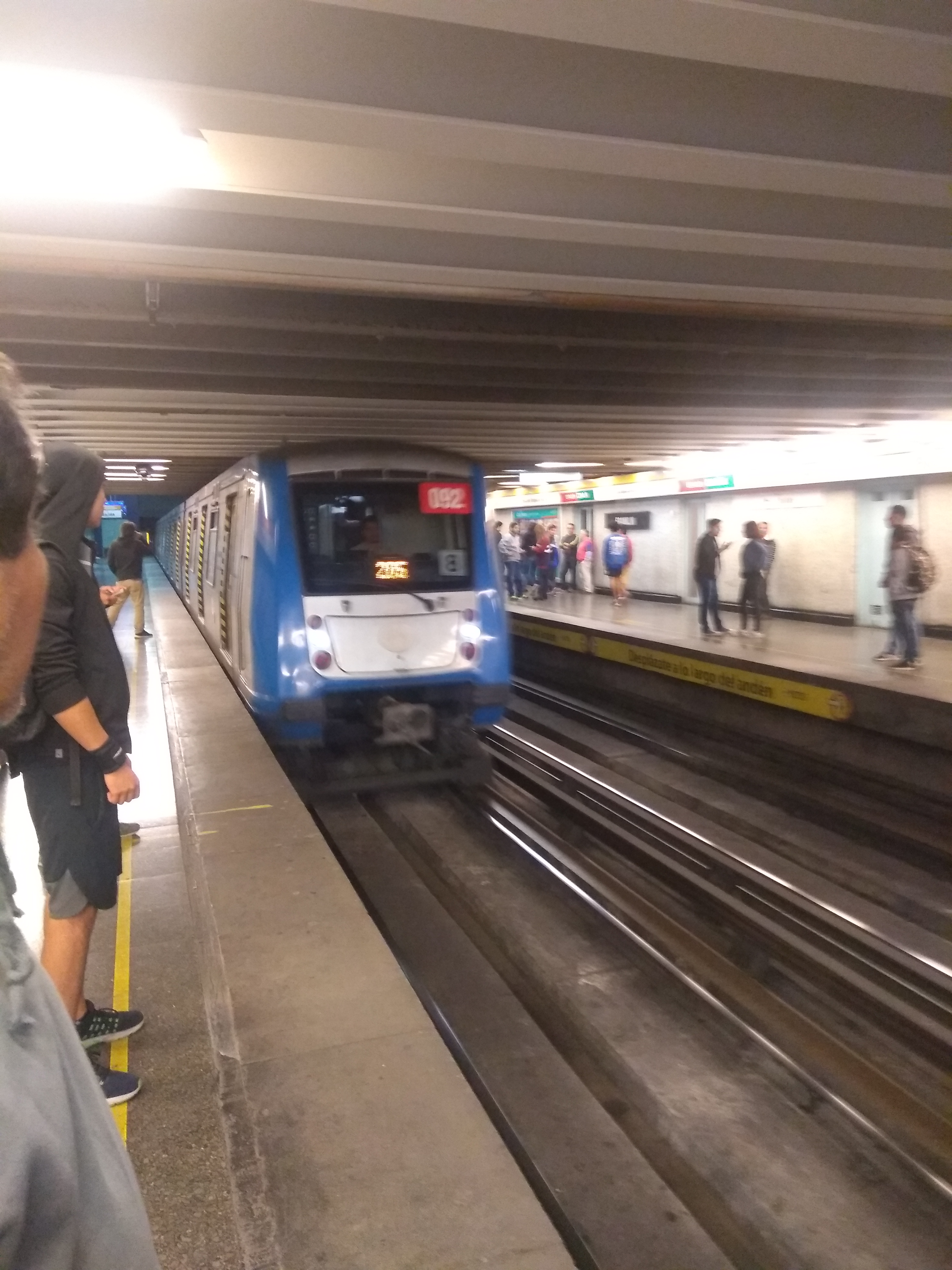
NS-2004 Llegando a Franklin.
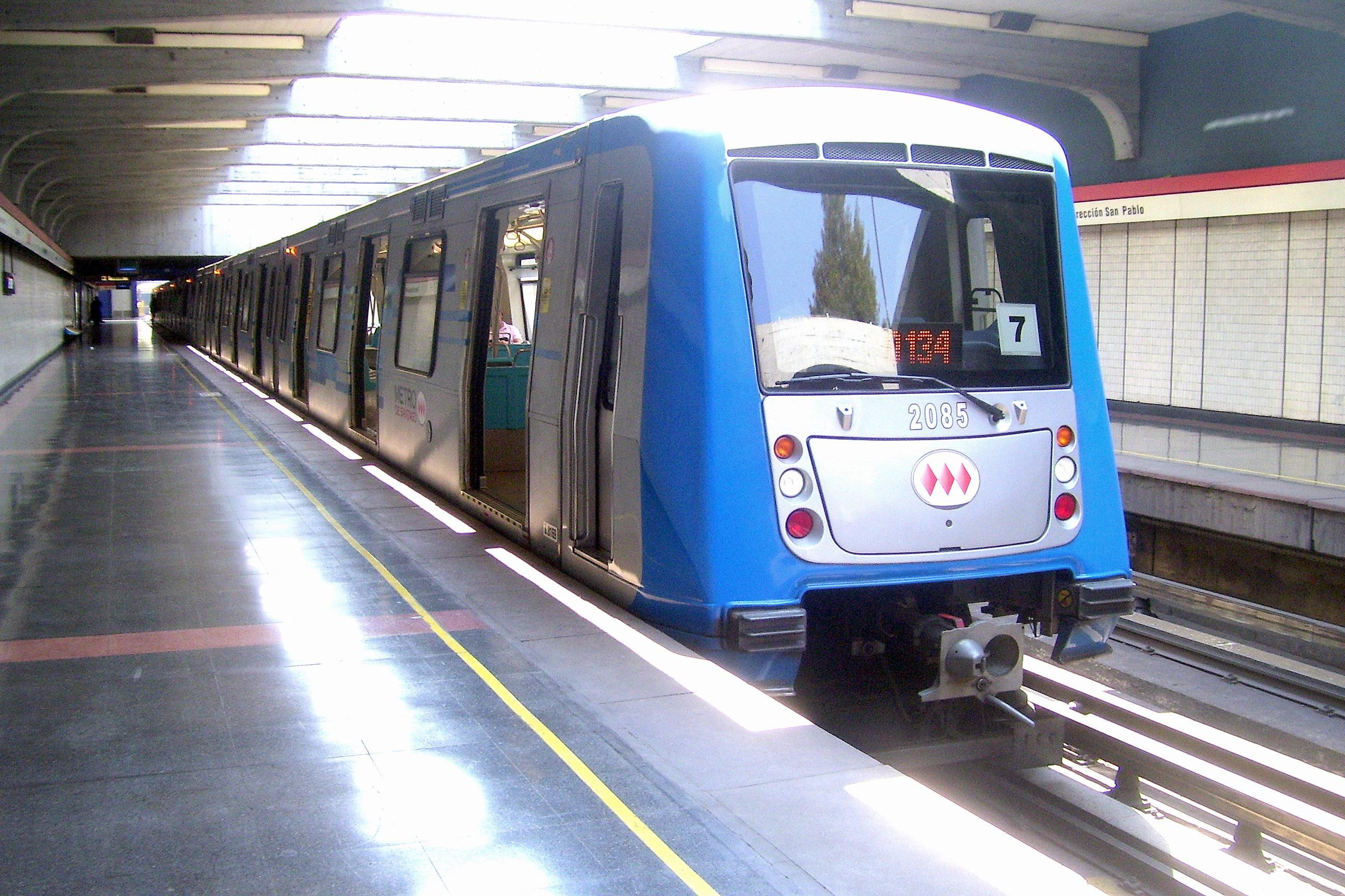
Tren NS-2004 en estación Neptuno. El número 7 indica que el tren es de 7 coches.
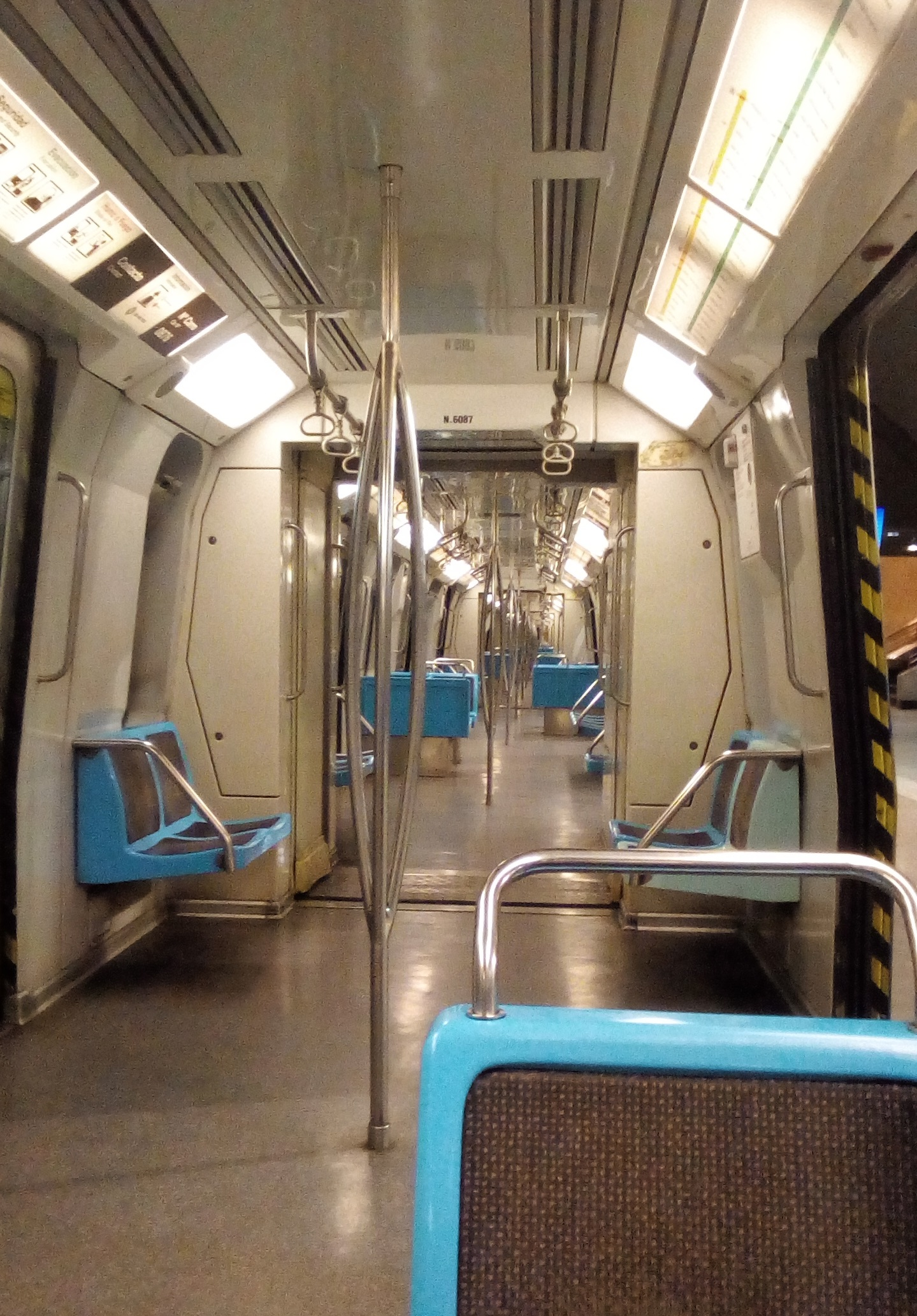
Interior de un tren NS-2004.